# 大阪ハムレット
『大阪ハムレット』（おおさかハムレット）は、森下裕美による日本の漫画、またそれを原作とする実写映画。

## 概要
『漫画アクション』（双葉社）で2005年10・11・20～23号、2006年の12～14・18～20号に連載され、2008年20号より新シリーズが連載開始。2013年、2016年には『WEBコミックアクション』にて新シリーズを連載。単行本は双葉社より既刊5冊。主に大阪を中心とした関西の各地を舞台として、シビアな問題に直面している様々な人々の悲喜劇を描いたオムニバス作品。タイトルは、第1話主人公の境遇が『ハムレット』に似ていることから。
基本的に1話ずつ独立したストーリーだが、ある話で脇役として登場したキャラクターが後に主人公として再登場したり（あるいはその逆）、複数の話に共通して登場するキャラクターがいるなど、いくつかの話は繋がりを持っている。
2006年に第10回文化庁メディア芸術祭マンガ部門優秀賞を、2007年に第11回手塚治虫文化賞短編賞を受賞した。
2010年夏にテレビアニメ化されることが発表された。しかし公式サイトは現在閉鎖されている。

## 書誌情報
- 森下裕美 『大阪ハムレット』 双葉社〈アクションコミックス〉、既刊5巻（2017年2月28日現在）
  1. 2006年5月12日発売 ISBN 4-575-94010-0
  2. 2007年1月12日発売 ISBN 978-4-575-94061-9
  3. 2009年3月12日発売 ISBN 978-4-575-94219-4
  4. 2010年7月28日発売 ISBN 978-4-575-94291-0
  5. 2017年2月28日発売 ISBN 978-4-575-94492-1

## 映画
原作のエピソードを抽出し、主人公（複数）を一つの家族として再構成している。監督は光石富士朗。

### 物語
久保家を支えるのはいつも笑顔のお母ちゃん。ある日お父ちゃんが死んだ。なぜか笑いの絶えないお葬式の日、お父ちゃんの弟と名乗るおっちゃんがやってきた。
いつも大学生に間違われる老けた風貌の中学生の長男・政司は女子大生の由加と恋に落ちる。ヤンキー二男・行雄は学校の先生から「久保君はハムレットやなぁ」と言われ、辞書を片手にシェイクスピアの「ハムレット」を熟読したことをきっかけに、自分の出生に疑問を持つ。将来の夢は女の子になることと宣言した三男・宏基は、学校でからかわれ、思いのまま生きる辛さを味わう。

### キャスト
- 久保房子 - 松坂慶子
- 叔父さん（久保孝則） - 岸部一徳
- 久保政司 - 久野雅弘
- 久保行雄 - 森田直幸
- 久保宏基 - 大塚智哉
- 明石由加 - 加藤夏希
- 久保尚典 - 間寛平
- 亜紀 - 本上まなみ
- ヤエ - 白川和子

### 主題歌
- 倉木麻衣『会いたくて...』

## 関連作品
- 夜、海へ還るバス